# Janiuay

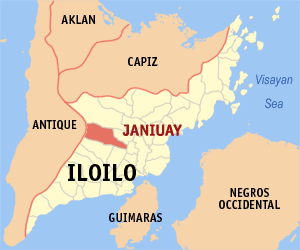
Bản đồ Iloilo với vị trí của Janiuay

Janiuay là một đô thị hạng 2 ở tỉnh Iloilo, Philippines. Theo điều tra dân số năm 2000 của Philipin, đô thị này có dân số 54.166 người trong 10.322 hộ.
Đô thị này cách Thành phố Iloilo 33 km về phía tây bắc. Năm thành lập là 1769.

## Các đơn vị hành chính
Janiuay được chia ra 60 barangay.
| - Abangay - Agcarope - Aglobong - Aguingay - Anhawan - Atimonan - Balanac - Barasalon - Bongol - Cabantog - Calmay - Canawili - Canawillian - Caranas - Caraudan - Carigangan - Cunsad - Dabong - Damires - Damo-ong | - Danao - Gines - Guadalupe - Jibolo - Kuyot - Madong - Manacabac - Mangil - Matag-ub - Monte-Magapa - Pangilihan - Panuran - Pararinga - Patong-patong - Quipot - Santo Tomas - Sarawag - Tambal - Tamu-an - Tiringanan | - Tolarucan - Tuburan - Ubian - Yabon - Aquino Nobleza East - Aquino Nobleza West - R. Armada - Concepcion Pob. (D.G. Abordo - Golgota - Locsin - Don T. Lutero Center - Don T. Lutero East - Don T. Lutero West Pob - Crispin Salazar North - Crispin Salazar South - San Julian - San Pedro - Santa Rita - Capt. A. Tirador - S. M. Villa |